# MyGRAIN

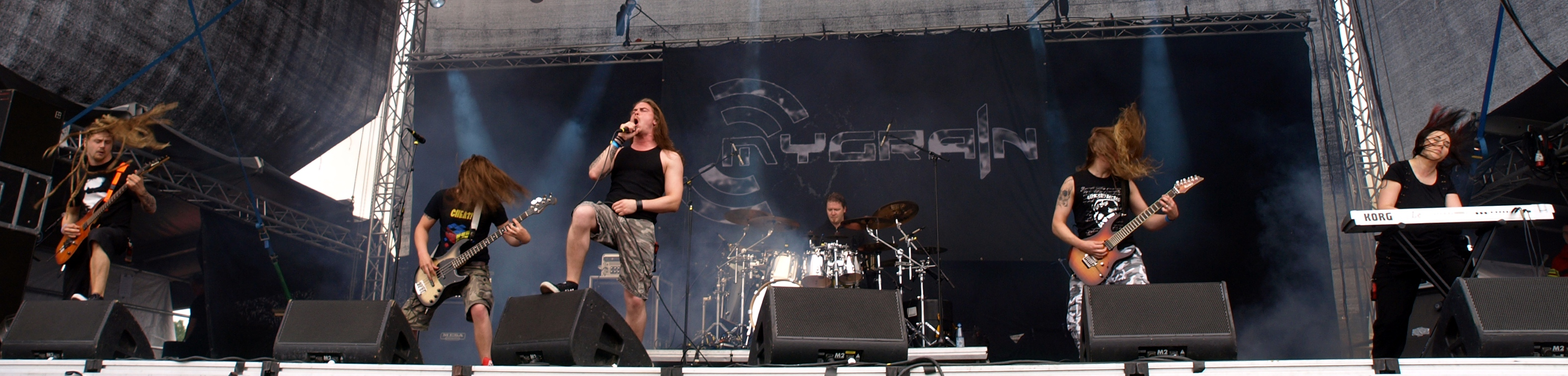
Myötätuulirock 2011

MyGRAIN — мелодик-дэт-метал-группа из Финляндии. На данный момент они работают с лейблом Spinefarm Records. Наряду с группами Kiuas и Profane Omen, эту группу можно назвать будущим финской метал-сцены. Их первый альбом Orbit Dance (2006) записывался на студии Sound Supreme, а отмастерен Mika Jussila на студии Finnvox. Этот альбом включал 11 песен в стиле modern metal с влиянием и финских, и американских метал-групп. Группа решила по-полной выложиться на живых выступлениях, и после релиза Orbit Dance они поехали с гастролями по Финляндии, выступая в том числе в известных рок-клубах страны «Ностури» и «Тавастии». Во время тура они продолжали сочинять песни, и в феврале 2008 был готов к выпуску их второй альбом Signs of Existence. В этом альбоме грубый, но мелодичный звук группы преобразился в более глубокий и уверенный.
В начале 2011 планируется выход третьего альбома группы, его продюсером выступит Janne Joutsenniemi.

…MyGRAIN, здесь нет упора на негатив, в смысле, MyGRAIN — не головная боль, как мигрень, есть просто «my» («мое») и «grain» («зерно»), как пшеница или овес. Позитивное значение. Но есть люди, которым наша музыка не нравится, так что для них это самая настоящая мигрень. А для нас — зерно. Наше. (Смеется). — из интервью Мэтью

## Состав
- Tommy Tuovinen (aka To(mm)yboy) — вокал
- Resistor — гитара
- Teemu Ylämäki (aka Mr. Downhill) — гитара
- Jonas — бас-гитара
- Janne Manninen (aka DJ Locomotive) — ударные
- Eve Kojo — клавишные

## Дискография

### Студийные альбомы
- Orbit Dance (2006)
- Signs of Existence (2008)
- MyGrain (2011)
- Planetary Breathing (2013)
- III (2018, EP)
- V (2020)

### Синглы
- «Maniac» (Michael Sembello Cover) (2014)

### Демо
- Demo 2004 (2004)
- The Red Frame (2005)